# Václav Jan Rosa
Václav Jan Rosa, nesprávně též Jan Václav Rosa, (1630 nebo 1631?, Zdice – 11. srpna 1689, Praha) byl český barokní jazykovědec (zastánce purismu), básník a právník. Zatímco jeho básnické pokusy nemají velký význam, v dějinách vývoje češtiny je připomínán především pro své jazykovědné působení a snahy o reformu českého pravopisu (když např. chtěl nahradit psaní ů písmenem ú, místo dia, tia, nia a ie psát ďa, ťa, ňa či ě; doporučoval též odstranit spřežky a psát ř místo rz). Svým jazykovým purismem se Rosa stal vzorem pro pozdější brusiče jazyka, k nimž patřil Kašpar Zachariáš Vusín, Maximilián Václav Šimek, Antonín Frozín či Jan Václav Pohl.

## Život
Syn zdického pekaře Petra Rosy a jeho manželky Markéty vystudoval artistickou a právnickou fakultu na pražské univerzitě. Poté se živil jako advokát. Od roku 1670 až do své smrti byl radou apelačního soudu. Patrně nejznámějším případem, jímž se zabýval, byl proces s tzv. francouzskými paliči, obviněnými ze založení požáru Prahy z 21. června 1689. Zemřel však ještě před skončením procesu. 
Rosovou první manželkou byla dcera staroměstského notáře Jana Benoly Anna Ludmila Kateřina Benolová, podruhé se oženil roku 1682 s Marií Terezií Causaliusovou rozenou Rejtarovou, vdovou po právníku Mikuláši Alexiovi Causaliusovi. Jediným dítětem, které se dožilo dospělosti, byla dcera Alžběta Kristina, provdaná za Karla Škrétu mladšího, syna známého malíře Karla Škréty.

## Dílo
První známou básnickou prací je Discursus Lipirona, tj. smutného kavalíra, de amore, o lásce (1651). Je to jediné rozsáhlejší dílo české světské poezie této doby. Je psáno v časomíře a v žánru francouzské galantní poezie, který byl tehdy velmi populární. Rosova prvotina byla kriticky vydána až v roce 1968 jako druhá část edice Smutní kavaleři o lásce. Je psána konvenčním jazykem té doby, tj. s množstvím latinismů. 
Daleko zdařilejší je jeho Pastýřské rozmlouvání o narození Páně z roku 1670, což je časoměrná vánoční báseň, náboženská parafráze Vergiliovy I. eklogy ze Zpěvů pastýřských.
Kromě poezie se Rosa věnoval studiu češtiny, a to zejména pak české mluvnici. Roku 1672 vydal svou nejvýznamnější práci z této oblasti vědění: Čechořečnost, seu Grammatica linguae Bohemicae, což je převážně latinsky psaná česká mluvnice, skládající se ze 4 částí: De orthographia-Dobropísebnost, De etymologia-Vlastnoslovnost, De syntaxi-O dobromluvnosti a De prosodia-O dobrovejslovnosti. Kromě latinského textu je čtvrtá část (o časoměrném veršování) psána také česky. Dílo obsahuje mnoho neologismů. 
Zároveň pracoval na čtyřsvazkovém slovníku Thesaurus linguae Bohemicae, který ale nedokončil. Tento slovník jazyka českého s významy latinskými a německými byl založen na stejně pojmenovaném (ovšem nedochovaném) Komenského slovníku a obsahuje také mnoho neologismů. Nebyl vydán, ovšem jeho rukopis o 130 let později pomohl Jungmannovi při tvorbě jeho vlastního monumentálního slovníku.
Rosovi se často nesprávně připisuje autorství lexikálních novotvarů jako „zeleno-chrupka“ (jako náhradu za slovo „salát“ toto slovo ovšem navrhl ve svém slovníčku Slovář český až v r. 1705 Jan František Josef Ryvola) nebo „čistonosoplena“ (toto slovo se ovšem ve skutečnosti objevuje – jako posměšek mrštěný po obrozenecké slovotvorbě – až kolem r. 1855, autor je neznámý).